# Meyr’s Neffe
Meyr’s Neffe war eine künstlerisch bedeutende Glasfabrik in Adolf bei Winterberg in Böhmen. Sie gilt als eine der ältesten Kunstglasfabriken Europas.

## Geschichte
Josef Meyr (* 1739 in Brünnl, Böhmen; † 1829) errichtete die Glasfabrik Adolf, benannt nach Johann Adolf II. Fürst zu Schwarzenberg (1799–1888), bei Winterberg im Jahre 1816 und betrieb dort einen Hohlglas-Ofen mit sieben Hafen. Zuvor hatte er bereits die Glasfabriken Silberberg und Bonaventura bei Buchers (dem heutigen Pohoří na Šumavě) erbaut.

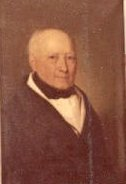
Johann Meyr (1775–1841), Gemälde um 1835

Katalog Weltausstellung 1873, Fa.
J. & L. Lobmeyr
und
Meyr’s Neffe

Glasfabriken
Adolf, Leonorenhain, Franzensthal, Kaltenbach, Idathal, louisenhütte und Ernstbrunn,
unter dem Namen Meyr’s Neffe,
aus dem Katalog Weltausstellung 1873

Lehrvertrag aus dem Jahr 1909
Fa. Meyr’s Neffe

1829, nach dem Tod des Gründers Josef Meyr, übernahm dessen Sohn Johann Meyr die Fabrik, dessen Neffe Wilhelm Kralik von Meyrswalden fungierte als Geschäftsführer.
1830 kam ein zweiter Ofen dazu und in Eleonorenhain (zwei Hohlglas-Öfen) und in Kaltenbach in Böhmen wurde der Betrieb mit zwei Tafel(-Glas)-Öfen aufgenommen.
1841, nach dem Tod Johann Meyrs am 17. Januar, gingen die Geschäfte über auf Wilhelm Kralik von Meyrswalden und Josef Taschek, einen weiteren Neffen des Verstorbenen. Ab diesem Zeitpunkt firmierte man unter Meyr’s Neffen.
1854 kauften sie die Glasfabrik Ernstbrunn in Franzensthal (zwei Hohlglasöfen) hinzu.
Am 10. März 1862 verstarb auch Josef Taschek und Wilhelm Kralik übernahm sämtliche Geschäfte, nun erstmals unter dem heute gebräuchlichen Namen Meyr’s Neffe.
In den 1870er Jahren wurden bereits 730 Arbeiter beschäftigt und die Erzeugnisse (viele auch Auftragsarbeiten für andere Handelshäuser wie etwa J. & L. Lobmeyr) errangen regelmäßig Auszeichnungen auf den Weltausstellungen dieser Zeit.
Wilhelm Kralik wurde mit dem Orden der eisernen Krone III. Klasse aus der Hand des Kaisers Franz Joseph ausgezeichnet, kurz darauf verstarb Kralik am 9. Mai 1877, mittlerweile Ritter von Meyrswalden. Seine vier Erben Johann, Karl, Heinrich (später bekannt unter Wilhelm Kralik Sohn) und Hugo Kralik, allesamt Ritter von Meyrswalden übernahmen sämtliche Fabriken.
1880 begann jedoch ein allmählicher Niedergang, wiewohl sich Karl Kralik Ritter von Meyrswalden durch fortschrittliches Unternehmertum auszeichnete. So schuf er 1880 für seine Arbeiter eine Privatschule.
Im Jahre 1881 kam es zur Aufteilung:
- die Fabriken in Adolf, Kaltenbach und Franzensthal gingen, weiterhin unter der Bezeichnung Meyr’s Neffe, an Karl Kralik Ritter von Meyrswalden und Hugo Kralik Ritter von Meyrswalden und
- die Glashütten in Eleonorenhain und Ernstbrunn (bei Christianberg) fielen an Johann und Heinrich Kralik, beide Ritter von Meyrswalden und firmierten fortan unter der Bezeichnung Wilhelm Kralik Sohn.

1895 war Karl Kralik Ritter von Meyrswalden Mitbegründer der in Winterberg eröffneten deutschen gewerblichen und kaufmännischen Fortbildungsschule.
Karl Kralik hinterließ seinen Söhnen Albert und Rudolf immerhin noch 300 Arbeiter (ohne Graveure und Maler), aber Uneinigkeit, der Erste Weltkrieg und die folgende Wirtschaftskrise beschleunigten den Niedergang der Glashütte in Adolf.
Im Jahre 1922 fusionierte man mit Ludwig Moser und 1934 fielen die Reste an die Česká Unionbanka.
Moderne Versuche einer Wiederbelebung scheiterten bislang, jedoch konnte das vorhandene Musterglaslager gerettet und für künftige Museumszwecke aufbewahrt werden. Etliche repräsentative Produkte von Meyr’s Neffe befinden sich heute im Passauer Glasmuseum. Auch auf Glasauktionen sind Objekte der Firma häufig vertreten, was für eine hohe Popularität in Sammlerkreisen spricht.